# I distrito de París
El I distrito de París (1.er distrito de París), también conocido como distrito del Louvre, es uno de los 20 distritos o arrondissements de París, Francia. Es el menos poblado de todos los distritos, si bien es también uno de los más pequeños por superficie. La mayor parte del distrito es usada para negocios y la administración.
Está localizado sobre todo sobre la orilla derecha, pero también cubre el extremo occidental de la isla de la Cité. Este es uno de los distritos más viejos de París; la Isla de la Cité anteriormente era el corazón de la ciudad de época romana de Lutetia, conquistada en 52 a. C., mientras que algunas partes sobre la orilla derecha (incluidas las Halles de París) se remontan a la temprana Edad Media.
Una parte significativa del distrito alberga el museo del Louvre y el Palacio de las Tullerías.

## Administración

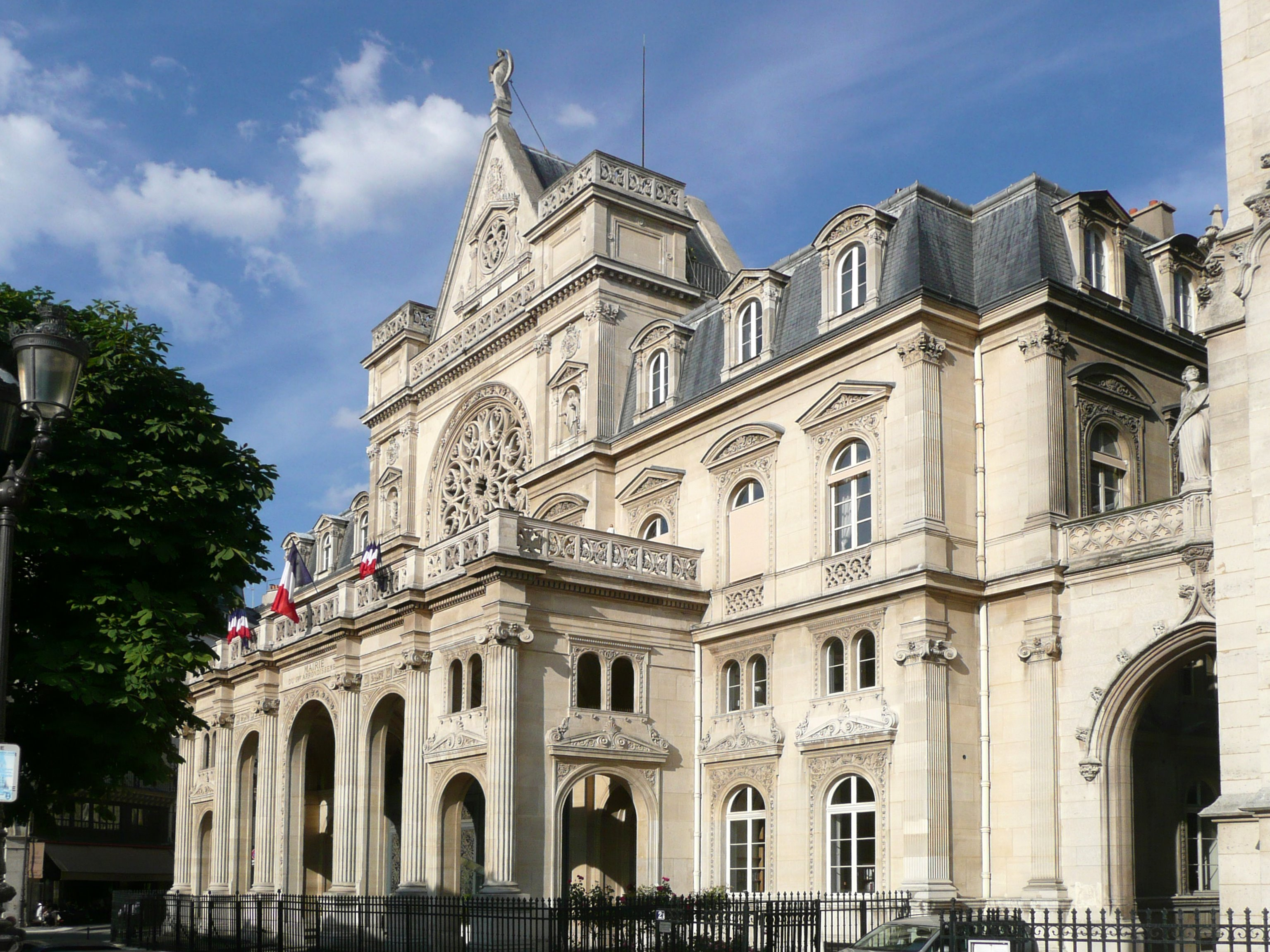
Alcaldía del I Distrito.

El distrito está dividido en cuatro barrios:
- Barrio de Saint-Germain-l'Auxerrois
- Barrio de las Halles
- Barrio del Palais-Royal
- Barrio de la place Vendôme

Su alcalde desde el año 2001 es Jean-François Legaret (UMP).

## Geografía
El I distrito es muy pequeño, con un área de tan solo 1.826 km².

## Demografía
La población máxima del I distrito en realidad se alcanzó antes de 1861, aunque el Distrito como tal sólo exista en su forma actual desde la reorganización de París en 1860. En 1999, la población era de 16.888 habitantes, mientras que albergaba 63.056 empleos, haciendo de este uno de los distritos más activos para la economía de la ciudad tras el II, VIII y IX distritos.

## Lugares de interés

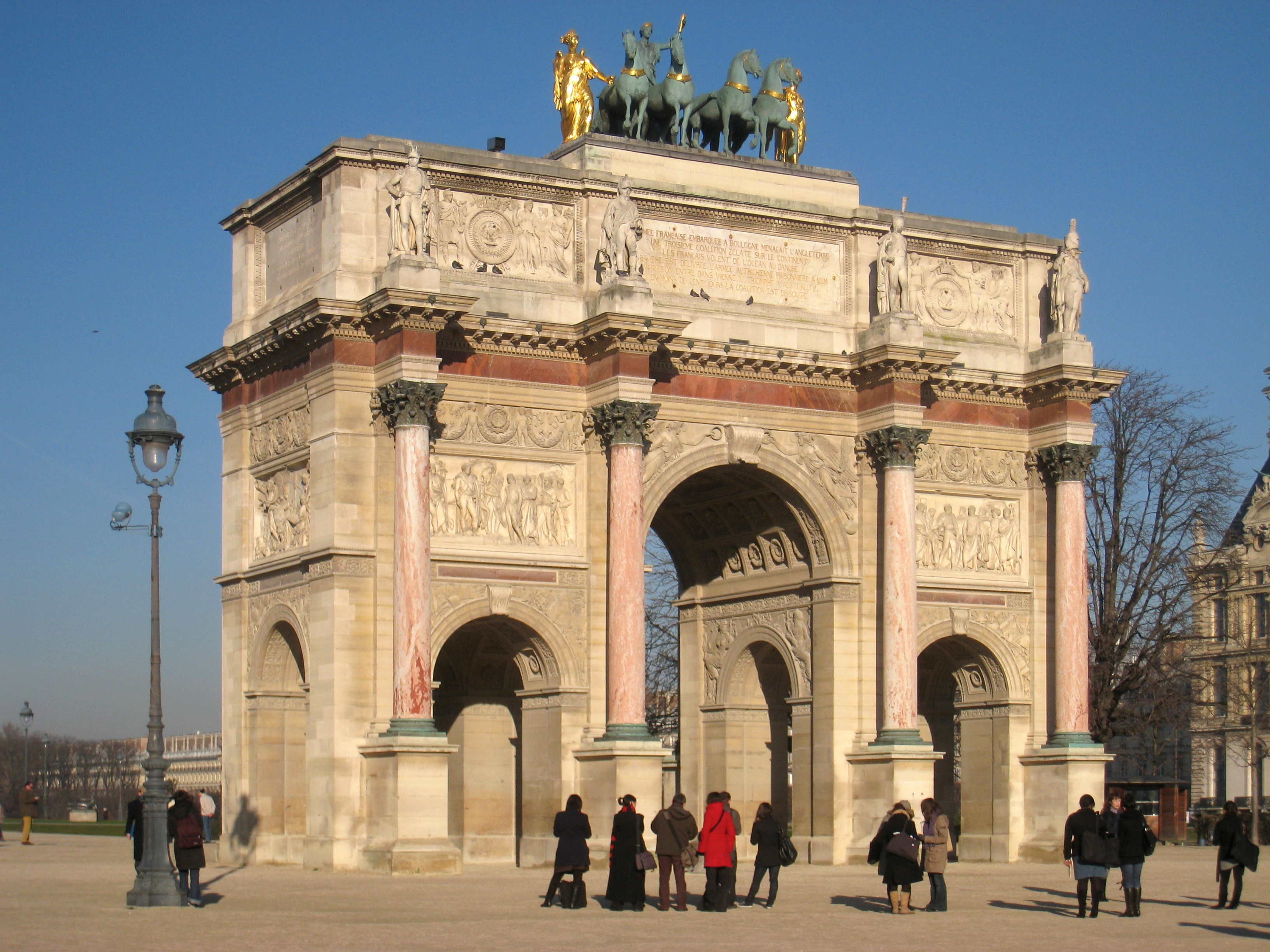
Arco de Triunfo del Carrusel.

- Museos e instituciones culturales:
  - Museo del Louvre
  - Comédie-Française
  - Galería Nacional del Juego de Palma
  - Museo de la Orangerie
  - Teatro del Châtelet

- Monumentos: 
  - Palacio de las Tullerías
  - Palais du Louvre
  - Arco de Triunfo del Carrusel
  - Columna Vendôme
  - La Conciergerie
  - Palacio Real

- Iglesias:

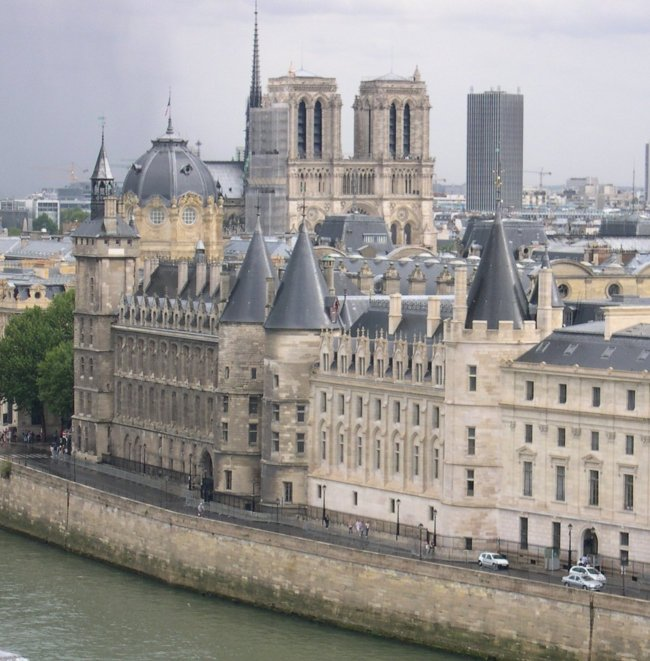
La Conciergerie.

  - Iglesia de Nuestra Señora de la Asunción
  - Iglesia Saint-Eustache
  - Iglesia Saint-Germain-l'Auxerrois
  - Iglesia Saint-Roch
  - Sainte-Chapelle

- Edificios civiles:
  - Banco de Francia
  - Halles de París
  - Palacio de Justicia de París
  - La Samaritaine

- Puentes: 
  - Pont Royal
  - Pasarela Léopold Sédar Senghor
  - Pont au Change
  - Puente Saint-Michel
  - Puente del Carrousel

- Jardines:
  - Jardín de las Tullerías

## Principales calles y plazas
- Plaza Vendôme
- Plaza de las Victorias

## Transporte

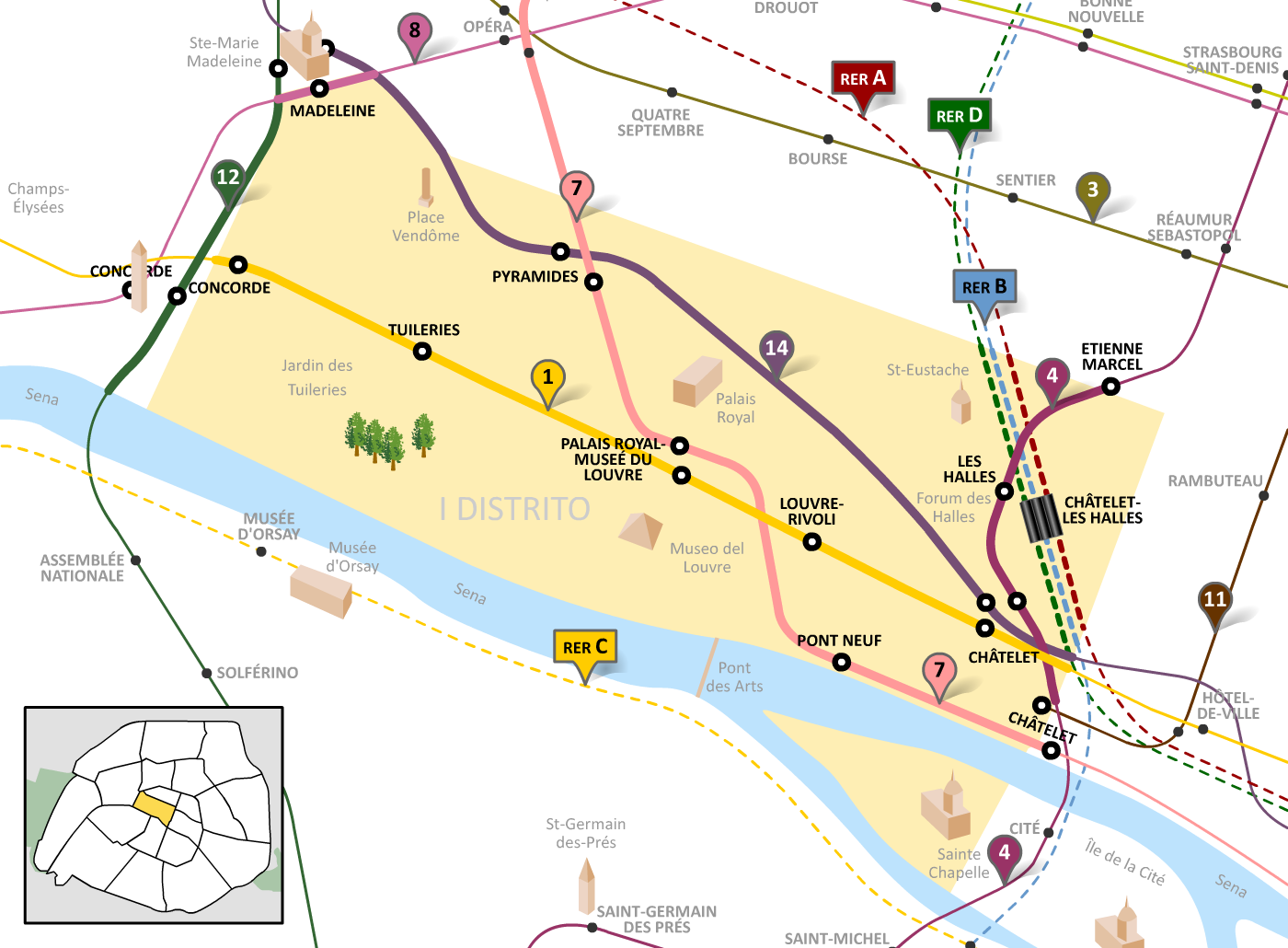
Mapa del metro y del RER en el I Distrito.

Hay siete líneas de metro y tres del tren RER que tienen estaciones en el I Distrito. El núcleo central es la estación Châtelet (por donde pasan cinco líneas del metro), a la vez conectada a través de galerías peatonales con la estación Châtelet - Les Halles (con tres líneas del RER).
- (estaciones Concorde, Tuileries, Palais Royal - Musée du Louvre, Louvre - Rivoli y Châtelet)
- (Étienne Marcel, Les Halles y Châtelet)
- (Pyramides, Palais Royal - Musée du Louvre, Pont Neuf y Châtelet)
- (Concorde)
- (Châtelet)
- (Concorde)
- (Pyramides y Châtelet)
- (Châtelet - Les Halles)
- (Châtelet - Les Halles)
- (Châtelet - Les Halles)